# Монтейт, Кори
Кори Аллан Майкл Монтейт (англ. Cory Allan Michael Monteith; 11 мая 1982, Калгари, Альберта — 13 июля 2013, Ванкувер, Британская Колумбия) — канадский актёр и музыкант. Наибольшую известность ему принесла роль Финна Хадсона в телесериале «Хор» (2009—2013).

## Ранние годы
Монтейт родился в Калгари, Альберта, Канада, и вырос в Виктории, Британская Колумбия. Его родители, Энн Макгрегор и Джо Монтейт, развелись, когда Монтейту было семь лет, после чего он и его брат Шон воспитывались матерью. Он бросил школу после девятого класса и никогда не учился в колледже. Однако весной 2011 года он все же получил диплом в одной из альтернативных школ города Виктории. В последние годы актёр жил в Лос-Анджелесе, где снимался сериал «Хор».
До того как Монтейт стал актёром, он работал таксистом, водителем школьного автобуса, зазывалой в магазине Walmart и кровельщиком.

## Карьера
С 2004 года Монтейт сыграл около 30 ролей в кино и на телевидении. Он появлялся в сериалах «Звёздные врата: Атлантида», «Звёздные врата: SG-1», «Сверхъестественное», «Тайны Смолвиля», «Кайл XY», «Флэш Гордон», фильмах «Пункт назначения 3», «Белый шум 2: Сияние», «Невидимый», «Зверь» и других.
Широкую известность актёру принесла роль члена футбольной команды и солиста школьного хора Финна Хадсона в сериале «Хор», которую он играл с 2009 года.
Монтейт также был ударником и бэк-вокалистом музыкальной группы Bonnie Dune, созданной в 2005 году.

## Общественная деятельность

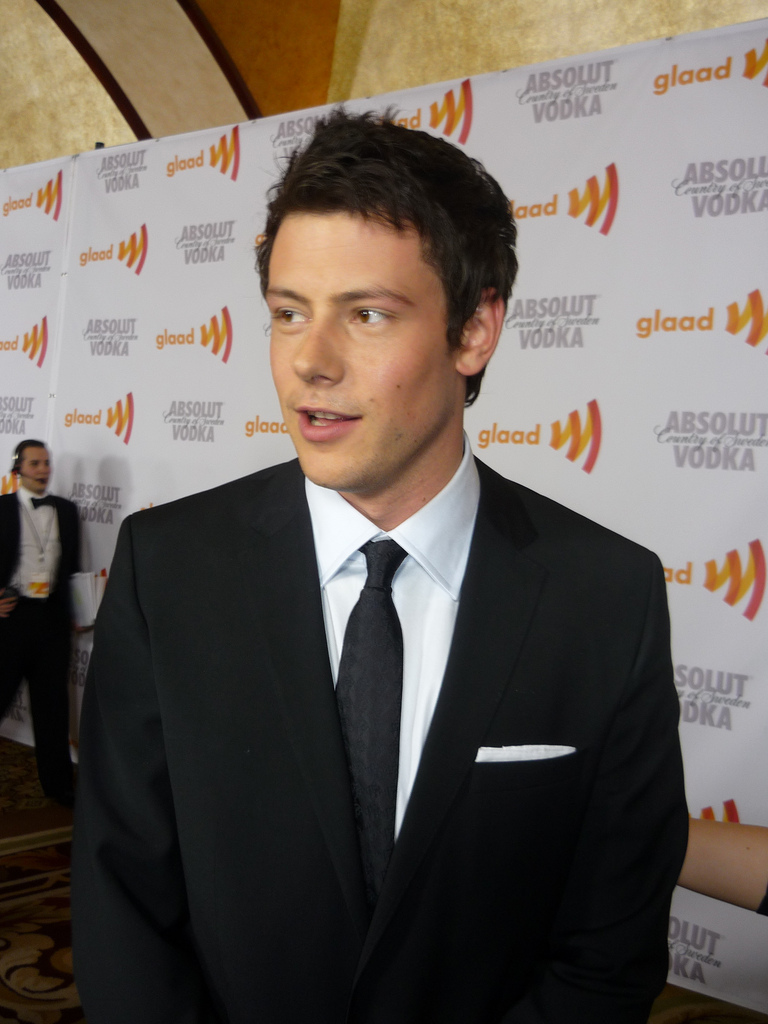
Монтейт на вручении премии GLAAD Media Awards в 2010 году

В июне 2011 года Монтейт присоединился к актёрам Джошу Хатчерсону и Эвану Джогиа и стал лицом кампании «Straight But Not Narrow», направленной на борьбу с гомофобией и повышение толерантности к секс-меньшинствам среди гетеросексуальных подростков. В октябре 2011 года Монтейт и его коллеги по сериалу «Хор» присоединились к благотворительной организации «The Young Storytellers Foundation», где дети из различных публичных американских школ могли написать свои собственные истории и посмотреть на то, как их воплощают в жизнь на разных выступлениях.
В мае 2012 года Монтейт вместе с Ричардом Брэнсоном пожертвовали 25 000 долларов и присоединились к благотворительной организации под названием «Project Limelight», которая включала в себя различные бесплатные программы для детей с риском жизни.

## Личная жизнь
С 2012 года и до своей смерти в 2013 году Монтейт встречался с актрисой Лией Мишель, партнёршей по сериалу «Хор».

## Проблемы с наркотиками и смерть
Монтейт имел проблемы с наркотиками с раннего детства. Уже к 19 годам, по признанию актёра, он перепробовал всё. Опасаясь за его жизнь, в дело вмешались друзья и мать. И именно тогда он впервые отправился в реабилитационный центр, однако после возвращения продолжил употребление запрещённых веществ. После того, как Кори в очередной раз украл крупную сумму денег у одного из членов своей семьи, ему был поставлен ультиматум: либо об этом инциденте сообщают в полицию, либо он бросает наркотики. «Я знал, что меня поймают, но я был в таком отчаянии, что меня ничего не волновало. Это был крик о помощи. И когда они всё узнали, я сказал да, это сделал я. И эта была первая правдивая вещь, которую я сказал за последние годы». Монтейт переезжает с другом семьи в канадский городок Нанаймо и получает работу кровельщика, начиная процесс восстановления в жизни.
13 июля 2013 года Монтейт был найден мёртвым в своем номере на 21 этаже в отеле «Pacific Rim Hotel» в Ванкувере. Тело было найдено работниками отеля около полудня по местному времени. Вскрытие показало, что причиной смерти стало токсическое отравление организма после употребления героина в смеси с алкоголем. За три месяца до смерти Монтейт обращался в реабилитационный центр для избавления от наркотической зависимости, откуда вышел 26 апреля. 16 июля, после прощальной церемонии для близких, тело Монтейта было кремировано.

## Фильмография
| Год       |     | Русское название                             | Оригинальное название               | Роль                             |
| --------- | --- | -------------------------------------------- | ----------------------------------- | -------------------------------- |
| 2004      | с   | Звёздные врата: Атлантида                    | Stargate Atlantis                   | Солдат дженаев                   |
| 2005      | тф  | Убийственный удар                            | Killer Bash                         | Дуглас Харт                      |
| 2005      | с   | Юные мушкетёры                               | StarYoung Blades                    | Марсель Ле Рю                    |
| 2005      | с   | Сверхъестественное                           | Supernatural                        | Гари                             |
| 2005      | с   | Тайны Смолвиля                               | Smallville                          | Frat Cowboy                      |
| 2005      | с   | Аномалии                                     | Killer Instinct                     | Виндсёрфер Боб                   |
| 2006      | ф   | Кровавая Мэри                                | Bloody Mary                         | Пол Цукерман                     |
| 2006      | ф   | Пункт назначения 3                           | Final Destination 3                 | Кахилл                           |
| 2006      | с   | Уистлер                                      | Whistler                            | Lip Ring                         |
| 2006      | с   | Звёздные врата: SG-1                         | Stargate SG-1                       | Stargate SG-1 / Митчелл в юности |
| 2006      | тф  | Кракен: Щупальца из глубины                  | Kraken: Tentacles of the Deep       | Майкл                            |
| 2006      | ф   | Добро пожаловать, или Соседям вход воспрещён | Deck the Halls                      | парень Мэдисон                   |
| 2006—2007 | с   | Кайл XY                                      | Kyle XY                             | Чарли Таннер                     |
| 2007      | тф  | Зверь                                        | Hybrid                              | Аарон Скэйтс                     |
| 2007      | ф   | Белый шум 2: Сияние                          | White Noise: The Light              | Парень на скутере                |
| 2007      | кор | Пропавшие                                    | Gone                                | Дэвис Колдер                     |
| 2007      | ф   | Невидимый                                    | The Invisible                       | Джимми                           |
| 2007      | ф   | Шёпот                                        | Whisper                             | Подросток                        |
| 2007      | с   | Флэш Гордон                                  | Flash Gordon                        | Иэн Финли                        |
| 2007      | с   | Кая                                          | Kaya                                | Ганнер                           |
| 2008      | с   | Страх как он есть                            | Fear Itself                         | Джеймс                           |
| 2008      | тф  | Мальчик по соседству                         | The Boy Next Door                   | Джейсон                          |
| 2009      | с   | Хозяйки                                      | Mistresses                          | Джейсон                          |
| 2009      | с   | Ассистенты                                   | The Assistants                      | Шейн Бейкер                      |
| 2009—2013 | с   | Хор                                          | Glee                                | Финн Хадсон                      |
| 2009      | с   | Australian Idol                              | Australian Idol                     | Играет самого себя               |
| 2010      | с   | Симпсоны                                     | The Simpsons                        | Флинн (голос)                    |
| 2010      | с   | X-Фактор                                     | The X Factor                        | Финн Хадсон/играет самого себя   |
| 2010      | с   | American Idol                                | American Idol                       | играет самого себя               |
| 2011      | ф   | Как научиться флиртовать                     | Wannabe Macks                       | Стю                              |
| 2011      | ф   | Монте-Карло                                  | Monte Carlo                         | Оуэн                             |
| 2011      | ф   | Сёстры и братья                              | Sisters & Brothers                  | Джастин                          |
| 2011      | ф   | Хор: Живой концерт в 3D                      | Glee: The 3D Concert Movie          | Финн Хадсон                      |
| 2012      | ф   | KARtv                                        | KARtv                               | Финн Хадсон                      |
| 2012      | с   | The Glee Project                             | The Glee Project                    | Играет самого себя               |
| 2013      | ф   | Все неправильные причины                     | All The Wrong Reasons               | Джеймс}}                         |
| 2013      | ф   | «Хор» в Радио-сити-мьюзик-холл               | Glee Live! at Radio City Music Hall | Финн Хадсон                      |
| 2013      | ф   | МакКаник                                     | McCanick                            | Саймон Викс}}                    |